# Contrapeso

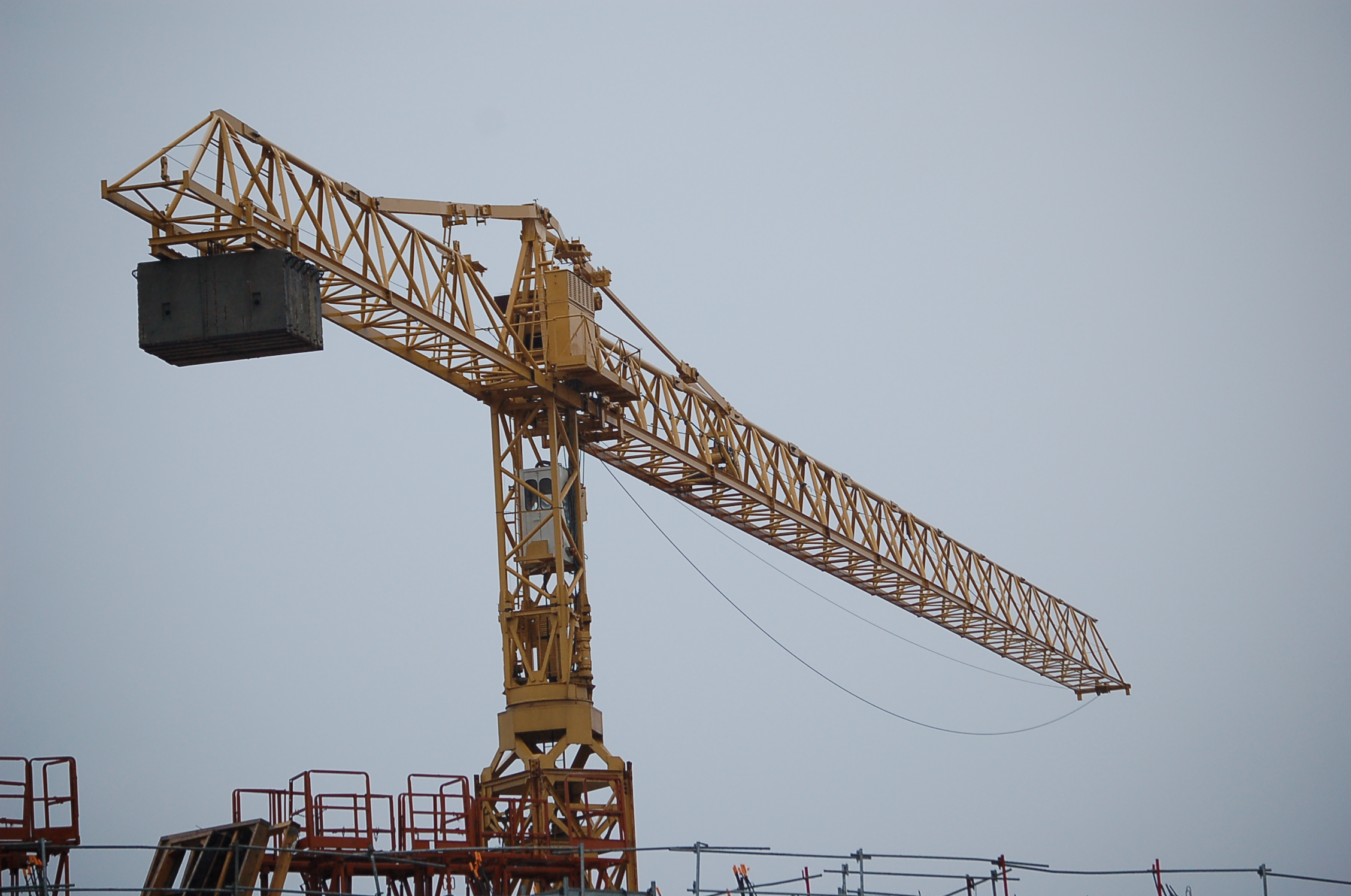
Grúa con contrapeso.

Un contrapeso es un peso, que se utiliza para equilibrar las fuerzas o par motor. Se utilizan allí donde se desplazan masas considerables.

## Principio
Los contrapesos se utilizan principalmente en ascensores y grúas. 
Para conseguir estabilidad, ha de compensarse la fuerza que se espera se produzca. Un contrapeso ayuda a alzar pesos importantes, dado que las fuerzas opuestas se neutralizan con el efecto de la gravedad. La dirección correcta del contrapeso se alcanza con la ayuda de rodillos de sentido de giro variable.
Los contrapesos también se utilizan en giros para evitar un vuelco. Según la ley de la palanca el momento par necesario resulta de multiplicar la fuerza por la distancia de la fuerza al centro de giro. 

## Aplicaciones

### Giros
Grúa: Una aplicación típica es el contrapeso de grúas torre y grúas móviles en forma de pesados bloques de hormigón. Cuando se carga en el brazo tiene un gran torque, que se compensa con los contrapesos.
Carretilla elevadora: Un peso, normalmente situado en la parte trasera del vehículo garantiza la estabilidad.

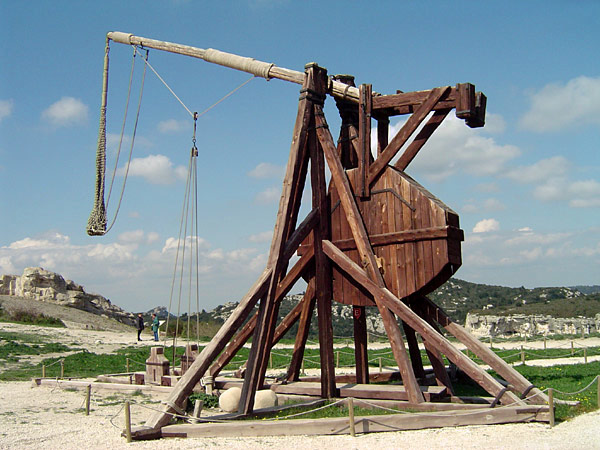
Fundíbulo reconstruido con contrapeso móvil en el Château des Baux, Francia.

Fundíbulo: Funcionan según el principio de palanca, donde un contrapesa en el brazo corto garantiza la aceleración necesaria en el brazo largo.
Equilibrado de ruedas: Los pesos colocados en la rueda aseguran que el eje de rotación coincide con el eje principal de inercia. Sólo entonces desaparecerán las posibles fuerzas perturbadoras con respecto al eje (vibraciones). También se utiliza este método en las ruedas de las locomotoras de vapor.
Metrónomo: Un metrómono extendible tiene un peso desplazable que está fijado en el péndulo. El péndulo se mantiene en oscilación gracias a un mecanismo de muelles. Según la posición del peso se puede determinar la velocidad.

### Movimiento lineal
Ascensor: El uso de contrapeso es habitual en los ascensores, concretamente en los de tipo de tracción eléctrica. Este tipo de ascensores funcionan gracias a un motor eléctrico que a través de una polea con diferentes canales mueve unos cables de acero de los que está suspendida la cabina en la que viajan los pasajeros. La cabina está unida al contrapeso a través de los cables de acero, bien sea directamente por los extremos de dichos cables (tracción tipo 1:1) o por medio de poleas de desvío (tracción 2:1), pero en ambos casos entre el contrapeso y la cabina los cables reposan sobre la polea del motor que produce el movimiento del sistema. Ambos cabina y contrapeso se mueven solidariamente dentro del hueco en direcciones opuestas, y para ello disponen de un sistema de guiado que restringe sus movimientos a los meramente verticales. De esta forma, el motor únicamente ha de mover la diferencia de peso entre la cabina y el contrapeso. Además, el contrapeso aumenta la aceleración al subir cuando la cabina va vacía, a la vez que la disminuye al bajar llena.
Por lo general, el contrapeso se suele dimensionar un 20% más pesado que la cabina para compensar la diferencia de masas cuando esta viaja llena o vacía de pasajeros.
En casos de edificios a partir de cierta altura suele ser necesario incluir sistemas de compensación del peso añadido de los cables de acero debido a que estos alcanzan longitudes considerables, y por ende añaden peso que desestabiliza el sistema dependiendo de la planta en la que se encuentre el ascensor en cada momento (con el ascensor en cualquier punto por encima de la mitad del hueco pesará siempre más el contrapeso que la cabina debido a que habrá más longitud de cable entre la polea del motor y el contrapeso, mientras que si el ascensor está en cualquier punto por debajo de la mitad del hueco pesará más la cabina por el mismo motivo. Realmente este fenómeno ocurre siempre independientemente de la altura del edificio y lo ideal sería incluir siempre el sistema de compensación, no obstante por lo general en edificios de menos de 20 plantas el peso añadido de los cables es despreciable y se puede prescindir de dicho sistema para abaratar costes). El sistema de compensación consiste en una cadena de eslabones o varios cables de acero adicionales que unen cabina y contrapeso por su parte inferior y cuyo peso equivale al de los cables mencionados anteriormente. En el caso de utilizar cables, se dispondrá de una pesa con dos poleas en el foso para mantenerlos tensados y que el sistema funcione correctamente.
Ascensor espacial: Para un ascensor espacial teórica ha de haber un contrapeso para colgar la soga, que permita transportar cargas al espacio. El contrapeso se encarga de que la gravedad de la soga se encuentre en la órbita geoestacionaria, para que la fuerza centrífuga equilibre la fuerza de atracción de la Tierra.